# 杉塘停留場
杉塘停留場（日语：／ Sugidomo teiryūjō */?），又稱杉塘電車站，是位於熊本縣熊本市中央區段山本町和熊本縣熊本市西區上熊本二丁目，熊本市交通局（熊本市電）上熊本線的電車站。車站編號為B4。B系統停靠此站。

## 歷史
- 1939年（昭和14年）8月28日 - 電車站啟用。
- 1943年（昭和18年）12月28日 - 電車站廢止。
- 1962年（昭和37年）前 - 電車站再次啟用。

## 電車站構造
此電車站設有2面2線的相對式低地台月台（千鳥式月台）。月台與路邊行人路之間設有沒有燈口的行人過路處。

### 運行系統
此電車站是上熊本線電車站之一。■B系統會駛入此站。
| 月台 | 路線               | 上下行 | 方向                                   | 備註                                 |
| ---- | ------------------ | ------ | -------------------------------------- | ------------------------------------ |
| 西邊 | ■B系統（上熊本線） | 上行   | 本妙寺入口、上熊本方向                 |                                      |
| 東邊 | ■B系統（上熊本線） | 下行   | 辛島町、通町筋、水前寺公園、健軍町方向 | 熊本站前方向於辛島町電車站轉乘■A系統 |

## 使用狀況
| 1日上下車人次變化 | 1日上下車人次變化 |
| 年度              | 1日平均人次       |
| ----------------- | ----------------- |
| 2011年            | 152               |
| 2012年            | 145               |
| 2013年            | 150               |
| 2014年            | 158               |
| 2015年            | 172               |

## 電車站周邊
- 熊本城公園
  - 熊本市立熊本博物館（日语：熊本市立熊本博物館）
  - 熊本縣立美術館本館

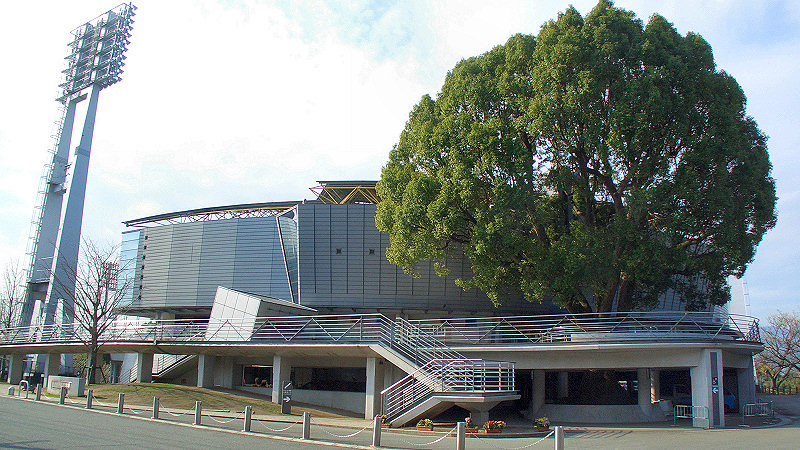
藤崎台縣營棒球場

  - 藤崎台縣營棒球場（日语：藤崎台県営野球場） - 最近的電車站是蔚山町
  - 舊細川刑部邸
- 玉泉院上熊本會館
- 城之湯
- 熊本日產自動車（日语：熊本日産自動車）株式會社 總部
  - 雷诺 熊本販賣
- 豐田L&F熊本（日语：トヨタエルアンドエフ熊本）總部
- RAYMAY藤井（日语：レイメイ藤井）熊本本店

## 巴士路線
- 「杉塘」巴士站
  - 產交巴士（日语：九州産交バス） - 新03、新04、新06、新07系統
  - 熊本都市巴士（日语：熊本都市バス） - 站01、站02、島03系統

## 相鄰電車站
熊本市交通局
■B系統（上熊本線）
本妙寺入口（B3）－杉塘（B4）－段山町（B5）

## 注腳
1. ↑  国土数値情報(駅別乗降客数データ)  （页面存档备份，存于）（日語） - 國土交通省，2018年3月27日參閲

## 外部連結
- 熊本市交通局 （页面存档备份，存于）（日語）